# Camponotus buddhae
Camponotus buddhae är en myrart som beskrevs av Auguste-Henri Forel 1892. Camponotus buddhae ingår i släktet hästmyror, och familjen myror. Inga underarter finns listade.